# Stazione di Marble Hill
La stazione di Marble Hill (in inglese Marble Hill Station) è una fermata ferroviaria della linea Hudson della Metro-North Railroad. Serve l'omonimo quartiere del borough newyorkese di Manhattan.

## Storia
La stazione fu aperta nel 1906 e venne realizzata quando la New York Central and Hudson River Railroad decise di riallineare i binari della linea seguendo la costa nord dell'Harlem River Ship Canal. Il 22 aprile 1951 un incendio distrusse parte della stazione. Venne ristrutturata tra il 2004 e il 2005.

## Strutture e impianti
La stazione dispone di una banchina a isola e tre binari.

## Movimento
La stazione è servita dai treni della linea Hudson del servizio ferroviario suburbano Metro-North Railroad.

## Servizi
La stazione non è accessibile alle persone con disabilità motoria.
- Biglietteria automatica

## Interscambi
La stazione è servita da alcune autolinee gestite da NYCT Bus e sorge vicino alla stazione della metropolitana Marble Hill-225th Street della linea IRT Broadway-Seventh Avenue, dove fermano i treni della linea 1.
- Fermata metropolitana (Marble Hill-225th Street, linea 1)
- Fermata autobus